# Volanesorsen
Volanesorsen là thuốc giảm triglyceride. Nó là một oligonucleotide điều trị bằng tinh bột trị liệu thế hệ thứ hai  2'- O -methoxyethyl (2'-MOE) (ASO)  nhắm vào RNA thông tin cho apolipoprotein C 3 (apo-CIII).
Đó là trong các thử nghiệm lâm sàng giai đoạn III để điều trị tăng triglycid máu, hội chứng chylomicronemia gia đình và loạn dưỡng mỡ một phần gia đình.
Thuốc được phát hiện và phát triển bởi Ionis Pharmaceuticals.

## Hóa học
Trình tự hoàn chỉnh của volanesorsen là: :165–6
3'—A*—G*—mC*—T*—T*—dmC —dT —dT —dG —dT —dmC —dmC —dA —dG —dmC —T*—T*—T*—A*—T*—5'

Cấu trúc hóa học

* = 2'- O - (2-metoxyethyl)
m = 5-metyl
d = 2'-deoxy

## Tên gọi
Volanesorsen là một INN.